# Cruceiro (Tállara)
Cruceiro (Oficialmente O Cruceiro) es una aldea española del municipio de Lousame, La Coruña, Galicia. Pertenece a la parroquia de Tállara. 
En 2022 tenía una población de 14 habitantes (7 hombres y 7 mujeres). Está situada en el suroeste del municipio, a 69 metros sobre el nivel del mar y 5,8 kilómetros de la capital municipal. Las localidades más cercanas son A Eirexa y Carabeiras.